# Залуневье
Залуневье (бел. Залунеўе) — деревня в Октябрьском сельсовете Буда-Кошелёвского района Гомельской области Белоруссии.

## География

### Расположение
В 4 км на восток от районного центра и железнодорожной станции Буда-Кошелёвская (на линии Жлобин — Гомель), 47 км от Гомеля.

## Транспортная сеть
Транспортные связи по просёлочной, затем автомобильных дорогах, которые отходят от Буда-Кошелёво. Планировка состоит из короткой, прямолинейной меридиональной улицы, застроенной деревянными домами усадебного типа.

## История
Основана в начале XX века. Наиболее активная застройка приходится на 1920-е годы. В 1930 году жители деревни вступили в колхоз. На фронтах Великой Отечественной войны погибли 11 жителей. В 1959 году в составе совхоза «Дуравичский» (центр — деревня Дуравичи).
До 16 декабря 2009 года в составе Дуравичского сельсовета.

## Население

### Численность
- 2004 год — 17 хозяйств, 30 жителей.

### Динамика
- 1959 год — 102 жителя (согласно переписи).
- 2004 год — 17 хозяйств, 30 жителей.